# Squatina tergocellatoides
Squatina tergocellatoides es una especie de elasmobranquio escuatiniforme de la familia Squatinidae.